# Paraeuchaeta incisa
Paraeuchaeta incisa är en kräftdjursart som först beskrevs av Georg Ossian Sars 1905.  Paraeuchaeta incisa ingår i släktet Paraeuchaeta och familjen Euchaetidae. Inga underarter finns listade i Catalogue of Life.